# Angola na Olimpijskim igrama 2016.
Angola je nastupila na Ljetnim olimpijskim igrama u Brazilu 2016. godine.

## Plivanje
| Športašica    | Događaj         | Kvalifikacije | Kvalifikacije | Poluzavršnica | Poluzavršnica | Završnica     | Završnica     |
| Športašica    | Događaj         | Vrijeme       | Pozicija      | Vrijeme       | Pozicija      | Vrijeme       | Pozicija      |
| ------------- | --------------- | ------------- | ------------- | ------------- | ------------- | ------------- | ------------- |
| Pedro Pinotes | 400 m mješovito | 4:25.84       | 25.           | –             | –             | nije nastupio | nije nastupio |
| Ana Nóbrega   | 100 m slobodno  | 59.23         | 40.           | nije nastupio | nije nastupio | nije nastupio | nije nastupio |

## Rukomet

### Žene
Angolska ženska rukometna reprezentacija kvalificirala se za OI 2016. pobijedivši na Afričkom kvalifikacijskom turniru.
- ženska reprezentacija  - 14 igračica